# Жълта самакитка
Жълтата самакитка (Aconitum lamarkii) е вид тревисто растение от семейство Лютикови (Ranunculaceae).